# Ophiorrhiza glechomifolia
Ophiorrhiza glechomifolia là một loài thực vật có hoa trong họ Thiến thảo. Loài này được Thwaites mô tả khoa học đầu tiên năm 1859.